# Kefefs (снайперская винтовка)
Kefefs (греч. Κηφεύς) или Kifefs, Kefeus — снайперская винтовка с продольно-скользящим затвором греческого производства, разработанная компанией Hellenic Arms Industry в 1986 году и названная в честь древнего мифического царя Кефея. Винтовка использует патроны калибра 7,62 × 51 мм НАТО.

## Описание
Винтовка Kefefs обладает следующими особенностями:
- Имеет холоднокованый, высокоточный, свободно плавающий ствол, изготовленный из специальной высококачественной стали, а ствольная коробка, затвор и все металлические компоненты также изготовлены из специальной стали.
- В нём используется простой и надежный затворный механизм с углом раскрытия 50°, что позволяет затвору быть гибким и легко открываться. Третий выступ из трёх стопорных выступов, расположенный в передней части затвора, действует как направляющая, которая обеспечивает плавное движение затвора без трения.
- Ударно-спусковой механизм включает в себя чрезвычайно тихий предохранитель, управляемый большим пальцем, жёсткость которого регулируется.
- Имеет эргономичный и элегантный приклад, изготовленный из высококачественного ореха с поперечной накаткой, относится к моделям типа Монте-Карло.
- Доступен широкий ассортимент оптических прицелов и других прицельных приспособлений в соответствии с требованиями пользователя, поскольку именно прицельная система играет важную роль в снайперской стрельбе.
- Такие прицелы регулируются по горизонтали и высоте. Также имеются приборы ночного видения.

Оружие комплектуется сошками (с быстросъёмным механизмом), ремнём для переноски и комплектом для обслуживания.

## Варианты
Существуют два варианта винтовки:
- Kefefs-M: вариант винтовки Kefefs для военнослужащих, окрашенный высокопрочными термостойкими камуфляжными красками с лесным или пустынным камуфляжем.
- Kefefs-P: вариант винтовки Kefefs, предназначенный для сотрудников полиции, с немного более длинным и тяжёлым стволом с внешним рифлением и полированным маслом прикладом.

## Страны-эксплуатанты
- Греция: Используется спецподразделениями (в том числе и EKAM), Греческой полицией и Армией